# Braniștea, Argeș
Braniștea este un sat în comuna Uda din județul Argeș, Muntenia, România.